# Chlorolepiota mahabaleshwarensis
Chlorolepiota mahabaleshwarensis är en svampart som beskrevs av Sathe & S.D. Deshp. 1979. Chlorolepiota mahabaleshwarensis ingår i släktet Chlorolepiota och familjen Agaricaceae.   Inga underarter finns listade i Catalogue of Life.